# Alice Walker
Alice Walker   (Eatonton, 9 de febrer de 1944) nom de ploma d'Alice Malsenior Walker és una escriptora estatunidenca que va rebre el Premi Pulitzer a l'obra de ficció el 1983 per la novel·la El color porpra, en la qual es va basar la pel·lícula del mateix nom, dirigida per Steven Spielberg. Destaca per la manera com tracta la realitat dels afrodescendents i la lluita feminista.

## Biografia
Walker va néixer a Eatonton (Geòrgia, Estats Units), en una família rural cherokee, escocesa i irlandesa. Va ser l'octava i última filla de Willie Lee Walker i Minnie Talulah Grant, que eren nets d'esclaus i parcers en una petita comunitat agrícola meridional i vivien en una minúscula cabanya. Segons indica Carmen Alborch en un capítol del seu llibre Lliures, ciutadanes del món, dedicat a aquesta autora, les relacions de Walker amb el seu pare van ser conflictives, especialment quan la jove va mostrar interès pels treballs intel·lectuals.
Sa mare es dedicava al servei domèstic i també era costurera. No suportava els maltractaments i va marxar de casa del seu propi pare, que intentava tractar-la malament. Això sembla indicar que la seva mare va poder ser la figura en la qual es va inspirar per dissenyar Nettie, la germana de la protagonista de la seva principal novel·la.
A més, sa mare –no se sap si de manera conscient o no- va semblar assenyalar-li el seu destí quan, després d'estalviar durant molt de temps, li va regalar tres objectes: una màquina de cosir que li permetria ser independent, una maleta perquè viatgés i tornés, i una màquina d'escriure.

### El trauma de la ceguesa
Quan als vuit anys jugava amb els seus germans a indis i vaquers, un d'ells li va disparar amb una escopeta de perdigons i va deixar Walker bòrnia per a tota la vida. Per a l'escriptora aquest va ser un esdeveniment que va marcar la seva vida perquè la seva família va tractar el succés com un accident mentre que ella ho considerava un acte totalment deliberat.
D'altra banda, la cicatriu va deixar en ella un profund sentiment de lletjor, aïllament i solitud, i es va veure discriminada per altres nens i nenes, sentint-se incapaç de mirar als ulls altres persones. Probablement això va influir de diverses formes en la seva literatura, ja que, en la seva opinió, el seu desenvolupament com a escriptora es va iniciar perquè va poder quedar-se fora i observar. És a dir, la ferida li va proporcionar consciència i lucidesa.
Carmen Alborch assenyala, a més, que els personatges de les seves novel·les atenen a multitud d'assumptes (socials, polítics, econòmics o culturals, entre d'altres), però aquestes circumstàncies es mouen amb un impuls intern: la consciència. Per això, la qüestió que es repeteix en l'obra de Walker és com canvien les persones i què les fa canviar.

### Vida conjugal i amorosa
Entre 1967 i 1976 va estar casada amb Mel Leventhal, activista i advocat defensor dels drets humans d'origen jueu, i la parella va tenir una filla, Rebecca Walker, que també és activista i escriptora reconeguda (en el 2000 va publicar les seves memòries, Black White and Jewish ('Negra, blanca i jueva', encara no publicada en català), en què descriu la influència negativa de la relació de sos pares sobre la seva infància. Es van casar el 17 de març de 1967 a la ciutat de Nova York. Més tard aquell any, la parella es va traslladar a Jackson, Mississipí, convertint-se en la primera parella interracial casada legalment a Mississipí des que es van introduir lleis de mestissatge a l'estat.
Walker i la seva filla estan separades. Rebecca va declarar que la seva mare havia escrit que la seva «relació havia estat incongruent durant molts anys, i que ella ja no estava interessada a ser la meva mare». Walker és vegetariana. Ella i el seu marit es van divorciar el 1976. El músic i comediant Reggie Watts és cosí segon de Walker.
A finals de la dècada del 1970, Walker es va traslladar al nord de Califòrnia. El 1984, ella i també escriptor Robert L. Allen van cofundar Wild Tree Press, una empresa editorial feminista a Anderson Valley, Califòrnia. Walker va afegir legalment Tallulah Kate al seu nom el 1994 per honrar la seva mare, Minnie Tallulah Grant, i l'àvia paterna, Tallulah. L'àvia de Minnie Tallulah Grant, Tallulah, era Cherokee.
Walker va parlar obertament de la seva relació amorosa amb la cantautora Tracy Chapman en una entrevista el desembre de 2006 en The Guardian, en què va explicar per què no van fer pública la seva relació, dient que «la relació era encantadora i amorosa i meravellosa, i jo la vaig gaudir per complet, i estava absolutament enamorada d'ella, però no es tractava d'un assumpte de ningú més, era un assumpte nostre».
Malgrat les afirmacions de Walker, Chapman no ha comentat públicament l'existència d'una relació entre ella i Walker i manté una estricta separació entre la seva vida privada i pública.
L'espiritualitat de Walker ha influït en algunes de les seves novel·les més conegudes, com ara El color porpra. Ha escrit sobre el seu interès per la meditació transcendental. L'exploració de la religió de Walker en bona part dels seus escrits es basa en una tradició literària que inclou escriptors com Zora Neale Hurston.
Walker mai ha negat que hi ha algunes dimensions autobiogràfiques a les seves històries. Quan Advancing Luna—and Ida B. Wells es va publicar per primera vegada a la revista Ms., Walker va incloure una exempció de responsabilitat que Luna i Freddie Pye són personatges compostos i els seus noms estan inventats. Aquest és un relat de ficció suggerit per una sèrie d'esdeveniments real. L'entrevista de 1973 de John O' Brien amb Walker ofereix més detalls.

## Ensenyament i Moviment pels Drets Feministes
A part del seu activisme pels drets civils, Walker sovint educava altres sobre el moviment feminista negre a través dels seus ensenyaments a diverses institucions d'educació superior diferents. A la tardor de 1972, Walker va ensenyar un curs sobre escriptores de dones negres a la Universitat de Massachusetts de Boston. així com el Wellesley College el 1973. A més, aquell mateix any, també va publicar la seva col·lecció principal de contes In Love and Trouble: Stories of Black Women, així com Petunies revolucionàries i altres poemes que van servir com a segon volum de la seva poesia. A més, també va impartir una classe d'estudis sobre dones americanes a la Universitat de Brandeis a Waltham. A part de les escoles de Massachusetts a les quals va impartir classes, va donar diverses conferències sobre els temes dels estudis de dones afroamericanes a la Universitat Yale i a la Universitat de Califòrnia, Berkeley. En general, Walker va donar diverses conferències a diverses institucions diferents d'Amèrica, cosa que li va permetre difondre les idees del moviment feminista negre.

## Obra
Walker ha escrit novel·les, relats, assajos i llibres de poemes. Els seus escrits solen centrar-se en les lluites dels afroamericans, especialment les dones, i el seu testimoniatge contra les societats racistes, sexistes i violentes. També escriu sobre el paper de la dona negra en la cultura i la història.

### El color porpra
El 1982, Walker publicaria el que seria el seu treball més conegut, la novel·la epistolar El color porpra. Es tracta de la història d'una jove dona negra en lluita no sols contra el racisme de la cultura blanca, sinó també contra les actituds fomentades des del patriarcat negre. Aquest llibre va obtenir un absolut èxit comercial. Va acabar convertint-se en un best-seller que el 1985 veuria una adaptació cinematogràfica dirigida per Steven Spielberg, en la qual ella mateixa es va encarregar d'adaptar el guió, i la seva seqüela com a musical de Broadway el 2005.
A més del Premi Pulitzer el 1983, també va guanyar l'American Book Award per aquest llibre.
D'altra banda, el llibre ha rebut nombroses crítiques centrades en la imatge que el llibre dona dels homes afroamericans. Quan va ser publicat, hi hagué crítiques sobre els perfils dels personatges masculins, ja que se'ls descrivia com a abusadors (en el cas d'Alber/Mr) o bufons (com el seu fillastre Harpo). Les crítiques es van intensificar quan la pel·lícula va veure la llum, ja que la seva trama talla una significativa part del llibre en la qual s'explica una reconciliació entre Albert i Celie, la protagonista.

## Activisme
Walker és una figura molt respectada en la comunitat política liberal pel seu suport a les visions impopulars i no convencionals com a principi personal. Es reconeix obertament bisexual i recolza els drets de les persones quant a la diversitat sexual i ètnica.
La seva principal influència va ser l'activista Howard Zinn, un dels professors del Spelman Collage on ella va estudiar. Alice va passar diversos anys de la dècada dels 60 treballant com a activista pels drets civils. S'ha implicat en causes com l'ambiental, la feminista, la dels drets dels animals, contra el bloqueig a Cuba i contra la mutilació genital femenina.